# Гесстон (Канзас)
Гесстон (англ. Hesston) — місто (англ. city) в США, в окрузі Гарві штату Канзас. Населення — 3505 осіб (2020).

## Географія
Гесстон розташований за координатами 38°8′25″ пн. ш. 97°25′18″ зх. д. / 38.14028° пн. ш. 97.42167° зх. д. (38.140370, -97.421663).  За даними Бюро перепису населення США в 2010 році місто мало площу 10,10 км², уся площа — суходіл. В 2017 році площа становила 9,36 км², уся площа — суходіл.

## Демографія
Згідно з переписом 2010 року, у місті мешкало 3709 осіб у 1345 домогосподарствах у складі 972 родин. Густота населення становила 367 осіб/км².  Було 1433 помешкання (142/км²).
Расовий склад населення:
| - 92,7 % — білих - 1,7 % — азіатів - 1,6 % — чорних або афроамериканців - 0,6 % — корінних американців - 1,5 % — осіб інших рас |

До двох чи більше рас належало 1,9 %. Частка іспаномовних становила 4,5 % від усіх жителів.
За віковим діапазоном населення розподілялося таким чином: 24,3 % — особи молодші 18 років, 56,1 % — особи у віці 18—64 років, 19,6 % — особи у віці 65 років та старші. Медіана віку мешканця становила 37,2 року. На 100 осіб жіночої статі у місті припадало 96,1 чоловіків;  на 100 жінок у віці від 18 років та старших — 92,9 чоловіків також старших 18 років.
Середній дохід на одне домашнє господарство  становив 63 969 доларів США (медіана — 59 646), а середній дохід на одну сім'ю — 79 336 доларів (медіана — 76 542). Медіана доходів становила 55 455 доларів для чоловіків та 41 607 доларів для жінок. За межею бідності перебувало 11,1 % осіб, у тому числі 15,1 % дітей у віці до 18 років та 8,2 % осіб у віці 65 років та старших.
Цивільне працевлаштоване населення становило 1588 осіб. Основні галузі зайнятості: освіта, охорона здоров'я та соціальна допомога — 33,8 %, виробництво — 19,7 %, будівництво — 10,4 %, роздрібна торгівля — 7,1 %.